# Philipotabanus annectans
Philipotabanus annectans är en tvåvingeart som beskrevs av David Fairchild 1975. Philipotabanus annectans ingår i släktet Philipotabanus och familjen bromsar.
Artens utbredningsområde är Colombia. Inga underarter finns listade i Catalogue of Life.